# Carrillo Puerto (kommun)
Carrillo Puerto är en kommun i Mexiko.   Den ligger i delstaten Veracruz, i den sydöstra delen av landet, 280 km öster om huvudstaden Mexico City. Antalet invånare är 14 444. Arean är 247 kvadratkilometer.
Terrängen i Carrillo Puerto är lite kuperad.
Följande samhällen finns i Carrillo Puerto:
- Arroyo Azul
- Cerro Alto
- Rancho Nuevo
- El Cristo
- El Mirador
- Colonia del Valle
- Pica Pica
- Mata Ferrer
- Mata Tigre
- Tlalnehuepan
- Los Canutos
- Las Cuadras
- Santa Bárbara
- Los Flores
- La Lagunilla
- Mata Maguey
- El Mulato
- La Unión
- Loma Larga
- Palo Verde
- Colonia Rosales
- Mata Coyote
- El Tamarindo
- Los Manantiales
- Mata Grande
- El Lagartillo
- Loma Bonita
- El Horno
- El Tizatal
- Rancho Valdivia
- La Laguna
- El Órgano
- Loma de Piedra
- Paso Vaquero
- Loma Alta
- La Cruceta